# F-Zero

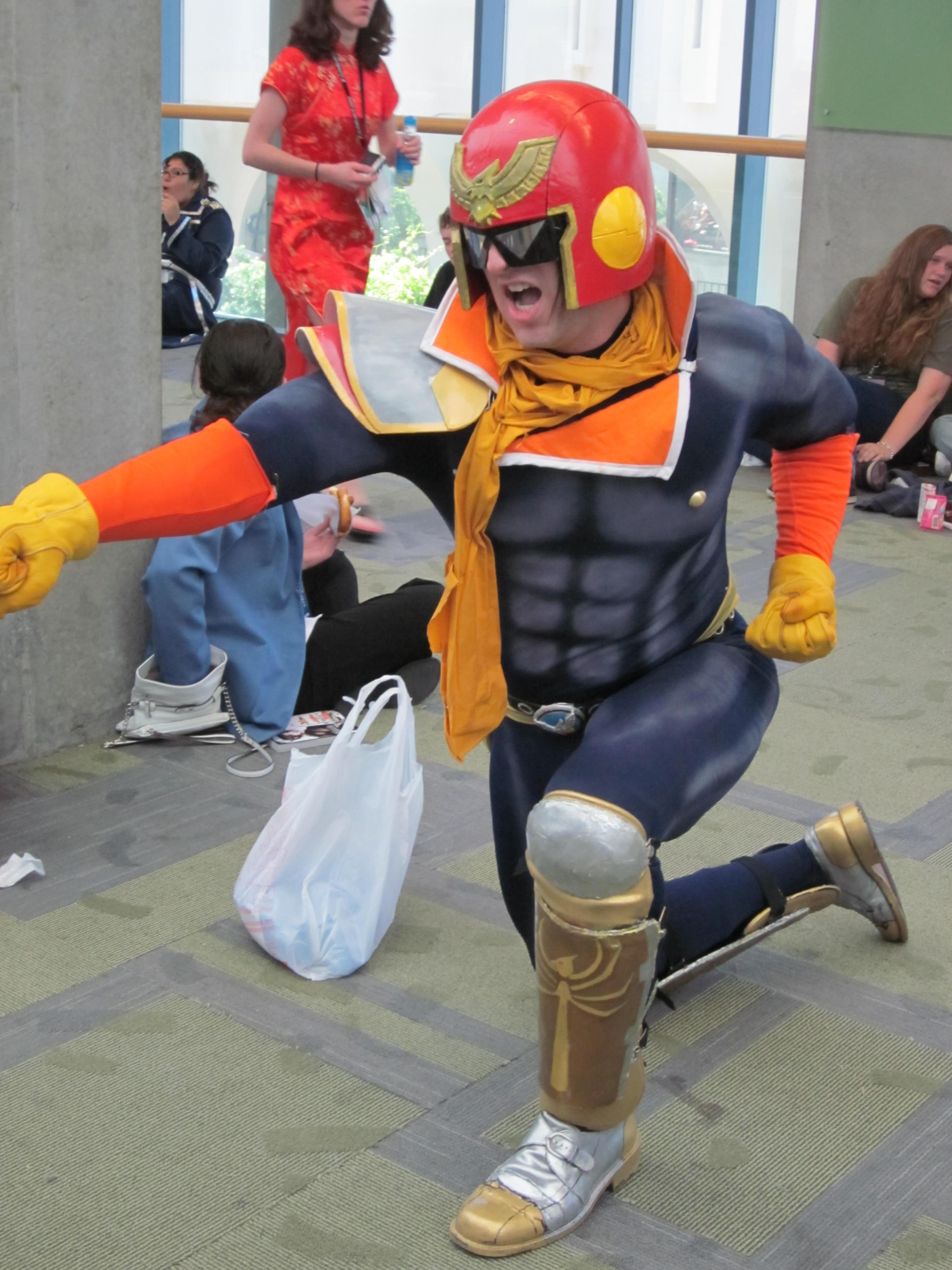
Ein Cosplayer als Captain Falcon

F-Zero ist eine Videospielreihe von Nintendo, erdacht und kreiert von Kazunobu Shimizu, Shigeru Miyamoto und Takaya Imamura. Die Reihe ist dem futuristischen Genre der Rennspiele bzw. dem Arcaderacing zuzuordnen und bedient sich der Science-Fiction-Thematik. Der erste F-Zero-Ableger für das Super Nintendo kreierte durch seine Popularität das Untergenre Futuristic Racing (im deutschsprachigen Raum auch Future-Racer), eine Unterart der herkömmlichen Rennspiele – und prägte die Rennspiel-Entwicklung nachhaltig.
Der erste Titel der Reihe, F-Zero, erschien 1990 für Super Nintendo. Es setzte den Mode-7-Effekt ein, der für eine pseudo-dreidimensionale Darstellung sorgte. Neben einigen Rastergrafik-Nachfolgern folgte dann im Jahre 1998 mit F-Zero X für die N64-Konsole das erste mit Polygonen und somit erster echter 3D-Darstellung gestaltete Spiel der Reihe. Die letzte Heimkonsolen-Version des futuristischen Arcade-Rennspiels war F-Zero GX im Jahr 2003 für den GameCube. 2004 erschien F-Zero Climax für den Game Boy Advance  exklusiv in Japan. Der bisher letzte Ableger der Videospielserie F-Zero 99 erschien 2023 für die Nintendo Switch und ist ein Battle-Royal-Spiel für bis zu 99 Spieler gleichzeitig.

## Inhalt
Charakteristisches Merkmal aller F-Zero-Spiele ist die hohe Spielgeschwindigkeit. Der Spieler übernimmt die Steuerung eines Antigravitationsrenngleiters. Jeder hat unterschiedliche Eigenschaften, was u. a. Beschleunigung oder Höchstgeschwindigkeit und Energievorrat angeht. Ganz im Kontrast zu den Vorgängern und vielen anderen Rennspielen ist die Auswahl an unterschiedlichen Gleitern seit F-Zero X überdurchschnittlich umfangreich. In einigen F-Zero-Spielen kann man auch eigene Gleiter erstellen, mit Komponenten, die man zum Teil freischalten muss.
Wie in jedem Rennspiel ist die Spielaufgabe, Rundkurse v. a. in einem Grand-Prix-artigen System als erster bzw. schnellster zu meistern; daneben gibt es eine Reihe anderer Spielmodi, die aber alle das Befahren von Kursen beinhalten. Die Schwierigkeitsstufen reichen von Anfänger bis Profi, wobei der Profi-Modus nahezu fehlerfreies Fahren verlangt. Hierzu zählt unter anderem, dass man möglichst die Energiebanden nicht berührt, welche die Rennstrecke begrenzen. Das führt ansonsten zu Geschwindigkeits- und Energieverlust. Hat man keine Energie mehr, explodiert der eigene Gleiter und das Rennen ist zu Ende. An manchen Stellen, meist nahe der Start/Ziellinie, kann man diese „auftanken“. Seit Beginn der Serie kann ein Boost nach dem Durchfahren der ersten Runde aktiviert werden, der das Fahrzeug für einen kurzen Zeitraum schneller fahren lässt. In F-Zero aus dem Jahr 1991 erhält man pro gefahrene Runde einen Boost. Seit F-Zero X zehrt der Boost an der Fahrzeugenergie und somit kommt eine taktische Note mit ins Spiel, da die Energie bzw. die Boosts geschickt eingesetzt werden müssen, um die Nase vorn zu behalten und noch genügend Reserven vorhanden sein sollten, um Bandenberührungen zu überstehen.
Im Gegensatz zu anderen futuristischen Rennspielserien wie Wipeout oder Extreme-G ist es bei F-Zero nicht möglich, Waffen einzusetzen; es ist jedoch möglich, konkurrierende Gleiter durch gezielte Ramm- und Wirbelattacken zu zerstören oder von der Strecke zu befördern.
Die Hintergrundmusik der Strecke Mute City aus dem ersten Teil erfreut sich großer Beliebtheit; so finden sich auf YouTube diverse Interpretationen des Stückes durch Benutzer.

## Spiele

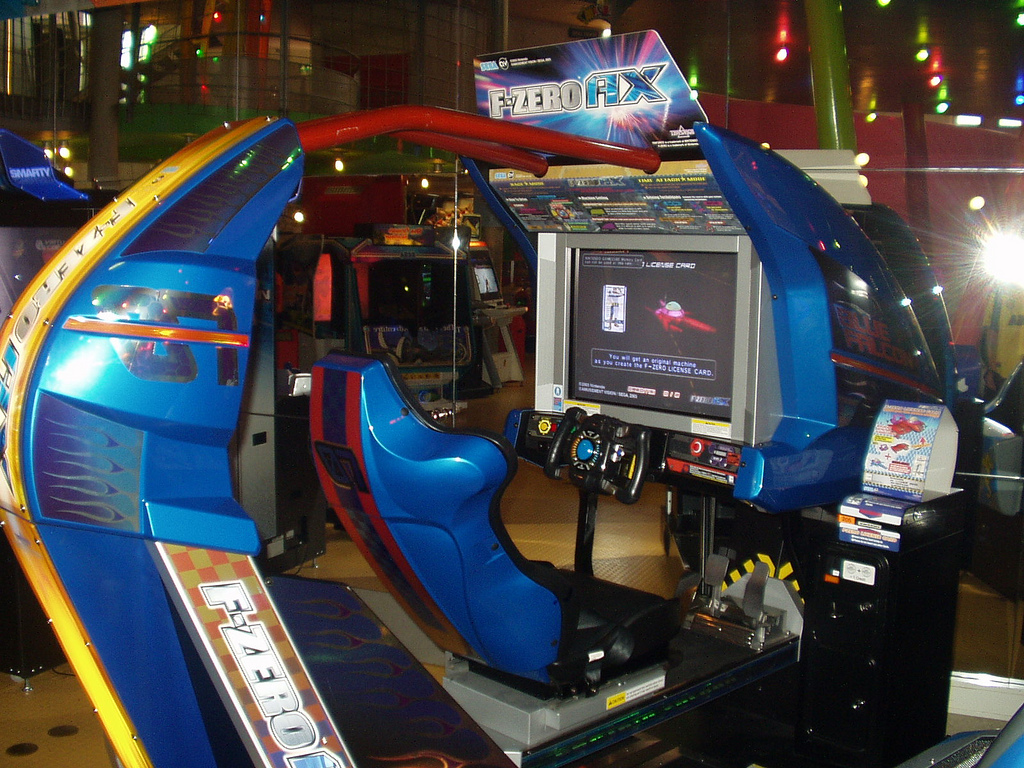
F-Zero AX Deluxe (Arcade, 2003)

Bisher sind folgende Spiele erschienen:
- F-Zero (1990; Super Nintendo, Virtual Console (Wii/Wii U))
- F-Zero 2 (1997; Super Nintendo; nur in Japan per Satellaview)
- F-Zero X (1998; Nintendo 64, Virtual Console (Wii))
- F-Zero X Expansion Kit (2000; Nintendo 64DD, nur in Japan)
- F-Zero: Maximum Velocity (2001; Game Boy Advance, Virtual Console (Wii U))
- F-Zero GX (2003; GameCube, Arcade (als F-Zero AX))
- F-Zero: GP Legend (2004; Game Boy Advance)
- F-Zero: Climax (2004; Game Boy Advance)
- F-Zero 99 (2023; Nintendo Switch)

## F-Zero in anderen Medien
Nintendo lizenzierte die Marke F-Zero an das japanische Animationsstudio Ashi Productions. Das auf Anime spezialisierte Studio produzierte die aus 51 Episoden bestehende Animeserie F-Zero Falcon Densetsu (F-ZERO ファルコン伝説 Efu Zero Farukon Densetsu), die von Oktober 2003 knapp ein Jahr lang auf TV Tokyo ausgestrahlt wurde. Der Anime wurde auch in andere Sprachen übersetzt und unter anderem in den USA, Italien sowie im arabischen Raum ausgestrahlt.

## F-Zero in Videospielen anderer Franchises
Die im Jahr 2012 veröffentlichte Spielsammlung Nintendo Land für die Wii U widmet der populärsten Figur aus F-Zero eine eigene Attraktion im virtuellen Freizeitpark in Form des futuristischen Arcade-Rennspiels Captain Falcon’s Twister Race.
In der Downloaderweiterung (DLC) The Legend of Zelda für das Rennspiel Mario Kart 8 gibt es das Fahrzeug Blue Falcon und die Strecke Mute City. Letztere enthält neben der Musik und dem Design auch die bekannte Energieleiste. Im zweiten DLC Animal Crossing ist außerdem die aus früheren F-Zero-Teilen bekannte Strecke Big Blue enthalten. Daneben greift Mario Kart 8 auch das Fahren ohne Gravitation aus den F-Zero-Spielen auf.